# 8 cm Flz.-Rakete Oerlikon
Die 8 cm Flz.-Rakete Oerlikon oder 8cm Pulverrakete ist eine ungelenkte 80-mm-Luft-Boden-Rakete und wurde von Oerlikon-Bührle in der Schweiz produziert. Sie stand bis 1993 unter der Bezeichnung Oe85 im Inventar der Schweizer Luftwaffe.

## Entwicklung
Während des Zweiten Weltkriegs entwickelte Oerlikon-Bührle die Luft-Boden-Raketen 5 cm Flugzeug-Rakete Oerlikon und 8 cm Flugzeug-Rakete Oerlikon. Basierend auf diesen Modellen wurde zwischen 1947 und 1952 die 8 cm Flugzeug-Rakete Oerlikon 85 entwickelt.
Die Herstellung der Treibladungen erforderte eine separate Fertigungsstätte abseits von bewohntem Gebiet; die rund 2,7 Kilogramm schweren Treibladungen wurden im 1952 eröffneten Presswerk in Rümlang Haselbach produziert.

## Beschreibung

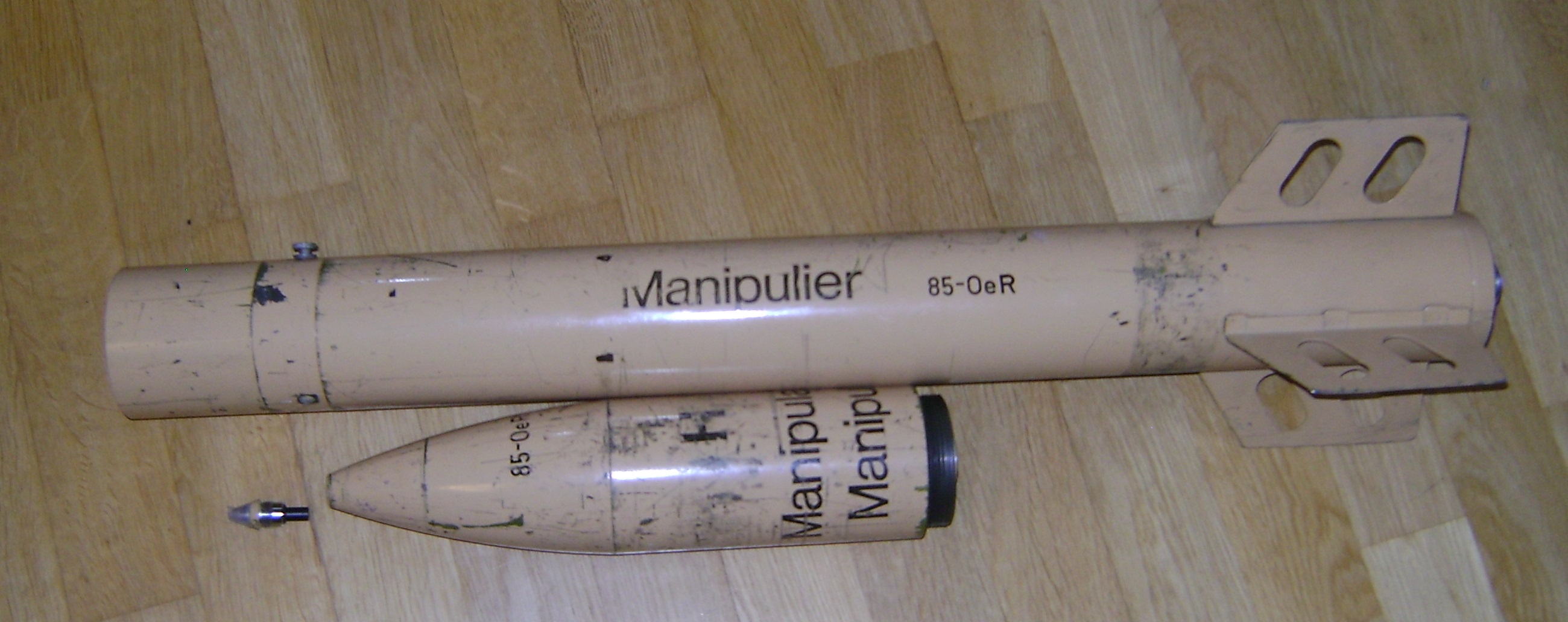
Die drei Hauptbauteile der Rakete

Die Rakete bestand aus einem Stahlrohr, im hinteren Ende war das Feststoffraketentriebwerk untergebracht. Davor kam dessen Treibladung zu liegen, eine Stange aus gepresstem Pulver, 50 cm lang und 7 Zentimeter im Durchmesser. Aussen am Stahlrohr waren am Heck vier Stabilisierungsflächen befestigt. Gegenüber anderen ungelenkten Raketen mit Klappleitwerk galt die Oe85-Rakete als wesentlich treffsicherer. Die Raketen wurden elektrisch gezündet und konnten einzeln oder in Salven abgefeuert werden. Um mit den Raketen ein breites Spektrum an Bodenzielen zu bekämpfen, konnten auf das Stahlrohr mit dem Raketentriebwerk zwei verschiedene Gefechtsköpfe aufgeschraubt werden: Die Hohlladungs-Panzergranate mit einem Gewicht von 1,65 kg oder die Stahlgranate, welche 2,16 kg wogen. Als Zünder wurden die MZ-49 oder MZ-50-Aufschlagzünder (Momentanzünder) verwendet. Von der Rakete existierten auch Manipulierversionen. Diese verfügten über keinen Sprengstoff und keinen Raketentreibsatz, waren jedoch in der Form und dem Gewicht identisch mit der Kriegsmunition.
Für die Raketen gab es drei verschiedenen Waffenträger/Pylone:
- Pylon für eine einzelne Rakete
- Pylon für zwei Raketen in Tandemanordnung
- Pylon für vier Raketen, beidseitig am Pylon in Tandemanordnung

## Nutzer
Bereits 1948 zeigte Frankreich Interesse an der Entwicklung. Frankreich soll die Rakete im Indochinakrieg eingesetzt haben. Weitere Exporte sollen nach Israel, Ägypten, Indonesien und Venezuela erfolgt sein.
Nachdem Oerlikon im Zweiten Weltkrieg auf einer Schwarzen Liste wegen Lieferungen an Nazi-Deutschland gestanden hatte, kamen die Amerikaner auf der Suche nach einer panzerbrechenden Rakete auf Oerlikon. Der Grund war, dass die 2,75-Inch-Raketen der United States Air Force im Koreakrieg gegen Panzer nicht effektiv waren. Am 21. Januar 1952, rund eineinhalb Jahre nachdem die Nordkoreanische Volksarmee den Süden überfiel, wurden die Partner handelseinig. Der Vertrag umfasste die Lieferung von 240'000 Pulverraketen zum Preis von 140 Millionen Franken. Der Vertrag brachte den Schweizer Bundesrat in eine Zwickmühle, da drei Jahre zuvor die Waffenausfuhrverordnung verschärft worden war und Kriegsmaterialausfuhren «grundsätzlich» untersagt waren mit der Möglichkeit von «Ausnahmen». Zuerst bat der Bundesrat Bührle um eine Staffelung des Auftrages, womit die Statistik anders aussähe. Nach einem Hin und Her über ein Jahr hinweg wird das Ausfuhrgesuch am 24. April 1953 bewilligt, nur drei Monate vor dem Waffenstillstand in Korea.

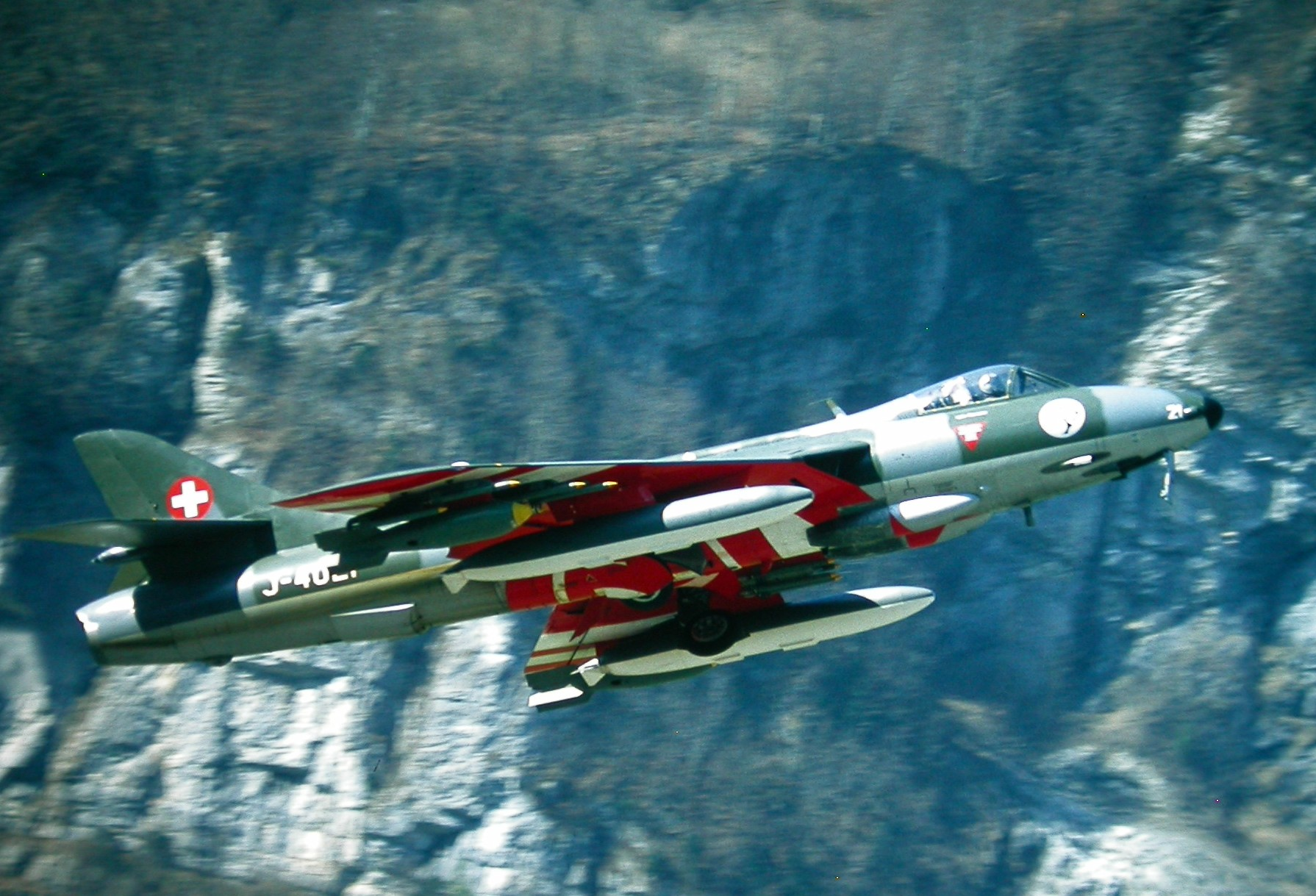
Hawker Hunter 1993 mit Kriegsmunition

In der Schweiz wurden die Raketen mit der militärischen Kurzbezeichnung 8 cm Flz Rak Oe HPz G für die Hohlpanzergranate und 8 cm Flz Rak Oe St G für die Stahlgranate bis 1993 von Hunter Kampfflugzeugen verschossen. An der FFA P-16 kam die 8 cm Flz Rak Oe nicht zum Einsatz, da die Serienproduktion der FFA P-16 überraschend abgebrochen wurde. Weitere Trägerflugzeuge der Flugwaffe waren zuvor die
- D-3801 Morane[3]
- North American P-51[9]
- De Havilland DH.112 Venom[10]